# Premi BAFTA 1962
I premi della 15ª edizione dei British Academy Film Awards furono conferiti nel 1962 dalla British Academy of Film and Television Arts alle migliori produzioni cinematografiche del 1961.

## Vincitori e candidati

### Miglior film internazionale (Best Film from any Source)
- Ballata di un soldato (Ballada o soldate), regia di Grigorij Naumovič Čuchraj
- Lo spaccone (The Hustler), regia di Robert Rossen
- Il buco (Le trou), regia di Jacques Becker
- Il mondo di Apu (Apur Sansar), regia di Satyajit Ray
- I nomadi (The Sundowners), regia di Fred Zinnemann
- La pattuglia dei 7 (The Long and the Short and the Tall), regia di Leslie Norman
- Rocco e i suoi fratelli, regia di Luchino Visconti
- Sapore di miele (A Taste of Honey), regia di Tony Richardson
- Suspense (The Innocents), regia di Jack Clayton
- Vincitori e vinti (Judgment at Nuremberg), regia di Stanley Kramer
- Whistle Down the Wind, regia di Bryan Forbes

### Miglior film britannico (Best British Film)
- Sapore di miele (A Taste of Honey)
- I nomadi (The Sundowners)
- La pattuglia dei 7 (The Long and the Short and the Tall)
- Suspense (The Innocents)
- Whistle Down the Wind

### Miglior film d'animazione (Best Animated Film)
- La carica dei cento e uno (One Hundred and One Dalmatians) - Menzione speciale

### Miglior attore britannico (Best British Actor)
- Peter Finch – Eri tu l'amore (No Love for Johnnie)
- Dirk Bogarde – Victim

### Migliore attrice britannica (Best British Actress)
- Dora Bryan – Sapore di miele (A Taste of Honey)
- Deborah Kerr – I nomadi (The Sundowners)
- Hayley Mills – Whistle Down the Wind

### Miglior attore straniero (Best Foreign Actor)
- Paul Newman – Lo spaccone (The Hustler)
- Montgomery Clift – Vincitori e vinti (Judgment at Nuremberg)
- Vladimir Ivashov – Ballata di un soldato (Ballada o soldate)
- Philippe Leroy – Il buco (Le trou)
- Sidney Poitier – Un grappolo di sole (A Raisin in the Sun)
- Maximilian Schell – Vincitori e vinti (Judgment at Nuremberg)
- Alberto Sordi – I due nemici

### Migliore attrice straniera (Best Foreign Actress)
- Sophia Loren – La ciociara
- Annie Girardot – Rocco e i suoi fratelli
- Piper Laurie – Lo spaccone (The Hustler)
- Claudia McNeil – Un grappolo di sole (A Raisin in the Sun)
- Jean Seberg – Fino all'ultimo respiro (À bout de souffle)

### Migliore attore o attrice debuttante (Most Promising Newcomer to Film)
- Rita Tushingham – Sapore di miele (A Taste of Honey)
- Tony Hancock – The Rebel
- Murray Melvin – Sapore di miele (A Taste of Honey)

### Migliore sceneggiatura per un film britannico (Best British Screenplay)
- Shelagh Delaney, Tony Richardson – Sapore di miele (A Taste of Honey)
- Val Guest, Wolf Mankowitz – ...e la Terra prese fuoco (The Day the Earth Caught Fire)
- John McCormick, Janet Green – Victim
- Carl Foreman – I cannoni di Navarone (The Guns of Navarone)
- Willis Hall, Keith Waterhouse – Whistle Down the Wind
- Ted Willis – Flame in the Streets

### Miglior documentario (Flaherty Documentary Award)
- Appuntamento con il diavolo (Les rendez-vous du diable), regia di Haroun Tazieff

### Miglior cortometraggio (Best Short Film)
- Terminus, regia di John Schlesinger
- Eyes of a Child
- Let My People Go, regia di John Krish

### Premio UN (UN Award)
- Let My People Go, regia John Krish
- I due nemici (The Best of Enemies), regia di Guy Hamilton
- L'orma del gigante (Take a Giant Step), regia di Philip Leacock